# Stourne des Tanimbar
Aplonis crassa
Espèce
Statut de conservation UICN

 NT  : Quasi menacé
Le Stourne des Tanimbar (Aplonis crassa) est une espèce d'oiseaux de la famille des Sturnidae.
Cet oiseau est endémique des îles Tanimbar (Larat et Yamdena).